# USS S-37 (SS-142)
L'USS S-37 (SS-142) est un sous-marin de la classe S construit pour l'United States Navy peu après la Première Guerre mondiale.  
Construit au chantier naval Union Iron Works de San Francisco, en Californie, sa quille est posée le 12 décembre 1918, il est lancé le 20 juin 1919, parrainé par Mme Mildred Bulger, et mis en service le 16 juillet 1923, sous le commandement du lieutenant Paul R. Glutting. 

## Historique
Alors à l'ancrage dans le port de San Pedro le 10 octobre 1923, une explosion interne tue trois de ses hommes d'équipage. Le sous-marin rejoint la flotte active à la fin de l'année et, au début de 1924, participe aux exercices de la flotte le long de la côte d'Amérique centrale et dans les Caraïbes. Il rejoint les Philippines durant l'année et opère en Extrême-Orient pendant les dix-sept années suivantes. Pendant les décennies en temps de paix des années 1920 et 1930, le S-37 et ses sister-ships opèrent régulièrement le long des côtes de la Chine, aux Philippines et aux Indes néerlandaises,. 
Après le début de la guerre du Pacifique le 8 décembre 1941, le S-37 patrouille dans les eaux philippine jusqu'au début de janvier 1942, date à laquelle il est déployé au sud pour aider à la défense des Indes orientales. Le 8 février, il attaque un convoi japonais dans le détroit de Makassar (quelques jours après la bataille), torpillant et coulant le destroyer Natsushiro. Dans cette action, le navire devient le premier sous-marin américain à couler un destroyer ennemi. Troublé par des fuites de réservoirs d'huile et d'autres pannes mécaniques typiques de sous-marins, celui-ci continue à patrouiller alors qu'il fait face à des attaques japonaises régulières. Fin février, il aide les survivants de la bataille de la mer de Java. 
Affecté en Australie en mars, le S-37 commence ses opérations à partir de Brisbane. Durant sa cinquième patrouille de guerre, dans les régions de Bismarck et de la Nouvelle-Bretagne en juin et juillet 1942, il coule le cargo Tenzan Maru le 8 juillet. Au cours des mois suivants, il mène de nouvelles patrouilles à l'appui de la campagne de Guadalcanal en cours. Après un bref séjour à Nouméa, en Nouvelle-Calédonie, en octobre 1942, le S-37 quitte le Pacifique Sud. Durant les années 1943 et 1944, il suit des formations à la guerre anti-sous-marine à San Diego, en Californie,.  
Désarmé au début de février 1945, l'USS S-37 est  coulé comme cible au large des côtes californiennes (32° 36,2541′ N, 117° 08,2334′ O) le 20 février.

## Décorations
- Yangtze Service Medal
- China Service Medal
- American Defense Service Medal
- Asiatic-Pacific Campaign Medal avec cinq battle stars
- World War II Victory Medal